# انطواء جفني
الانطواء الجفني أو (الشتر الداخلي) (بالإنجليزية: Entropion) تنثني فيها جفون العين إلى الداخل وتحدث إزعاجا عندما تحتك الأهداب بالقرنية، من أهم الأسباب إصابة العين بالحثر (Trachoma) الذي يشكل ندوبا في باطن الجفن تؤدي إلى انكماش الجفن وحدوث الشتر الداخلي.
يعد الشتر الداخلي مرضاً حيث ينحني جفن العين (الجفن السفلي عادة) إلى الداخل، وهو غير مريح أبدًا حيث يحتك الرمش بالقرنية ويهيجها. الشتر الداخلي غالبا ما يحدث بسبب عوامل جينية ويختلف عن علاية الجفن، حيث ينمو الرمش إلى داخل العين بسبب وجود رقعة إضافية من الجلد في جفن العين السفلي ويكون الجفن السفلي في مكانه الطبيعي ولكن وجود قطعة إضافية من الجلد تجعل الرموش تتجه بغير اتجاهها الصحيح. يحدث الشتر الداخلي آلاما ثانوية في العين (رضة، ندبة، أو تدمير لأعصاب العين). يمكن للشتر الداخلي
أن يصيب الجفن السفلي أو العلوي ويمكن أن يصيب عين واحدة أو عينين ويسمى في حالة إصابة العينين الاثنتين بالشتر الداخلي الثنائي. كما تؤدي الإصابات المتكررة بالتراخوما إلى ندب في الجفن الداخلي مما يؤدي إلى الشتر الداخلي وتصيب هذه الحالة الأشخاص فوق سن 60 عام.

## الأعراض
- احمرار وألم حول العين.
- الحساسية من الضوء والرياح.
- ترهل الجلد حول العين.
- دُماع (طفحان الدموع في العين بسبب انقباض أو انسداد الدموع بالعين).
- ضعف في الرؤية، خصوصا إذا دُمّرت القرنية.

## العلاج
العلاج عبارة عن جراحة بسيطة نسبيا حيث يزال الجلد الإضافي من الجفن الخارجي أو تُقصّر العضلات أو المرابط بقُطبة أو قطبتين. يستخدم التخدير العام في بعض الأوقات قبل التخدير المحلي للعضلة حول العين. يعد التنبؤ ممتازا إذا تمت العملية قبل تدمير القرنية.

## الأسباب
- خلقي منذ الولادة.
- الشيخوخة; حيث يكون الجلد رخو وكذلك المرابط والعضلات.
- الندب.
- التشنج.
- التراخوما (الحثر); إحدى إصابات العين التي ما زالت شائعة في جنوب أفريقيا وشمال آسيا وتسبب ندب في الجفن الداخلي للعين كما تؤدي إلى الاحتكاك والشتر الداخلي.

## الشتر الداخلي في السلالات الأخرى (غير الإنسان)

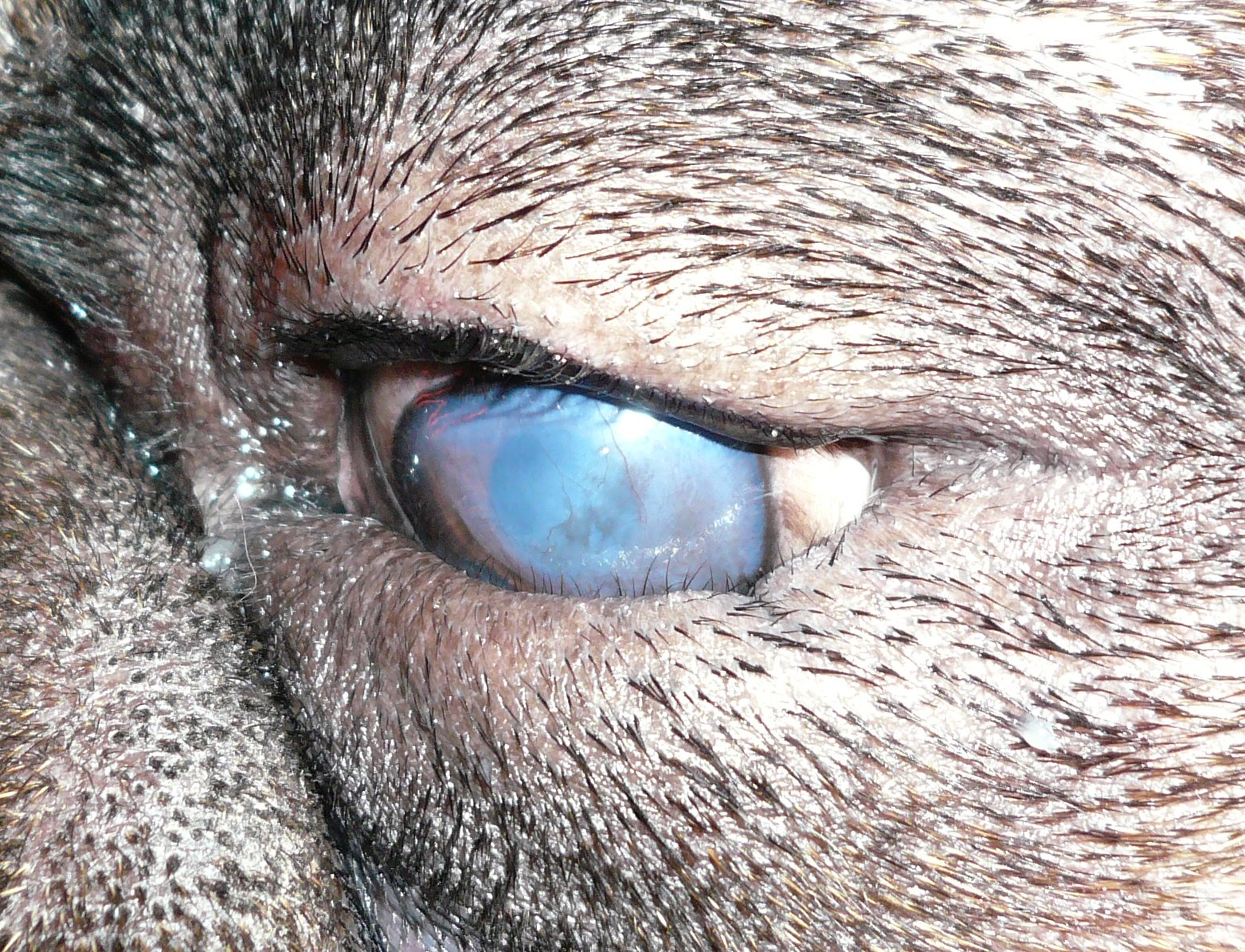
الشتر الداخلي الكلبي

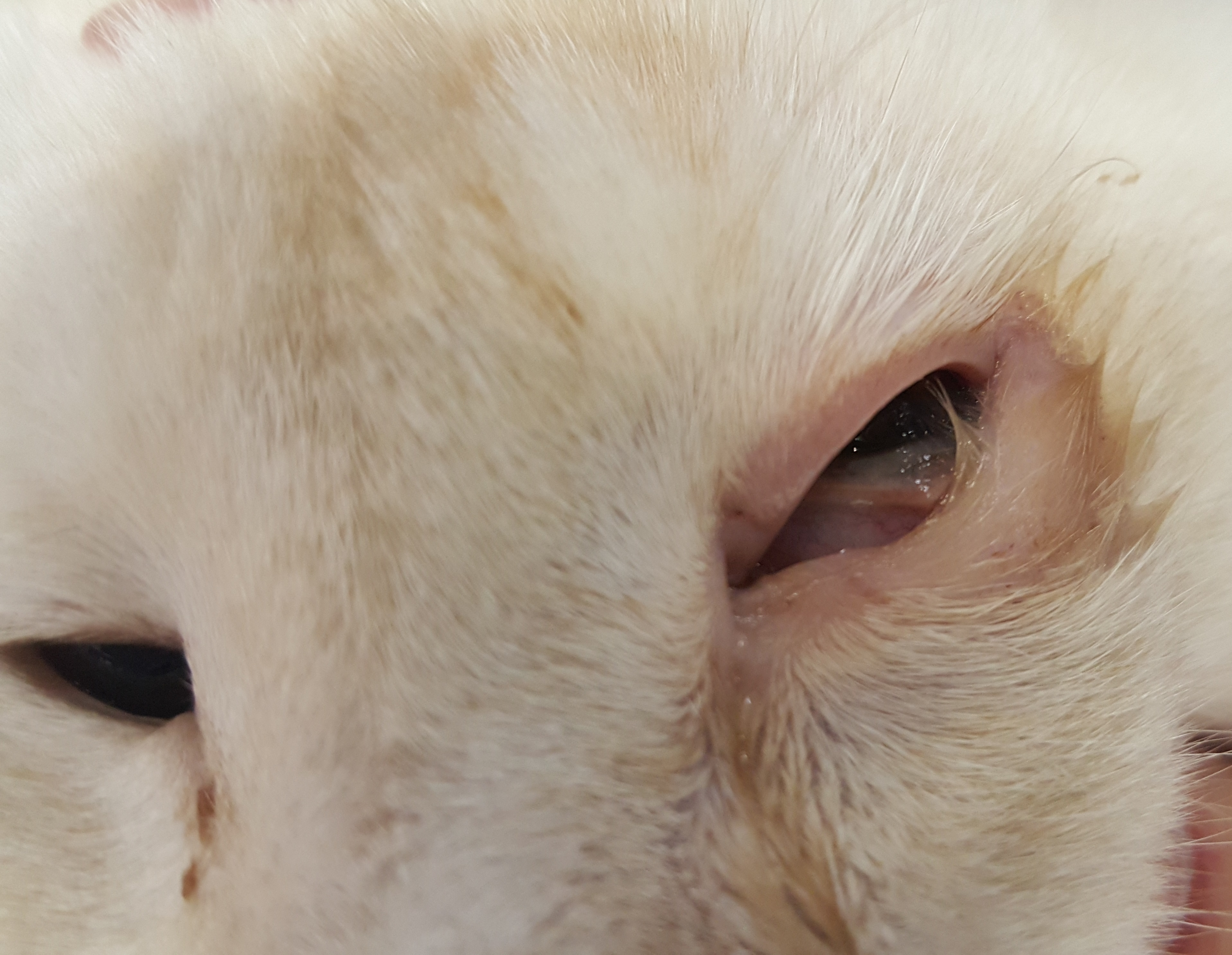
الشتر الداخلي لحيوان السنور

يصيب الشتر الداخلي معظم سلالات الكلاب، خصوصا السلالات النقية الت\ي تعد أكثر عرضة للإصابة من غيرها، تتضمن هذه السلالات: «الاكيتا»(akita)، «تشاو تشو» (chow chow)، «شار بي» (shar pie)، ((st. bernard، «الكلب المنغمس»(cocker spaniel)، «الملاكم» (boxer)، «الكلبة الإنجليزية» (English springer spaniel)، «الكلبة سبرينغر الويلزية» (welsh springer spaniel)، «لابرادر المسترد» (Labrador retriever)، «الكلب فارس الملك شارل» (cavalier king Charles spaniel)، «كلب الدرواس النابولي» (neapolitan mastiff)، «الثور الدرواس»(bull mastiff)، «العظيم الدانماركي» (great dane)، «الايرلندية الواضعة» (irish sitter)، «شبعا اينو» (shiba inu)، «الروت وايلر» (Rottweiler)، «القلطي»(poodle)، والكلب البوليسي خاصة. تظهر الحالة عادة في عمر ستة شهور، وتسبب أذى للعين وتتطلب الإزالة في حال عدم معالجتها.
قد يصيب الشتر الداخلي سلالات القطط أيضا، ويكون عادة نتيجة لإصابة مسبقة أو التهاب يؤدي إلى تغيرات مزمنة للجفن. وقد يحدث أيضا نتيجة الخَوَص (انزياح العين إلى داخل الحجاج)، كما تعد الحالات ال خلقية منذ الولادة الأكثر تمثيلا في السلالات الرأسية العضدية.
يتضمن الشتر الداخلي للجفن العلوي احتكاك الرمش بالعين، بينما الجفن السفلي لا يحتوي على رموش أو أنها لا تحتك بالعين. يستخدم التصحيح بالجراحة للحالات الأكثر حدة باستخدام العديد من التقنيات. تتضمن تقنية «هوتز سلساس»(hotz-selsus) إزالة قطعة من الجفن كما تُزال العضلة الدويرية العينية الموازية للجزء المصاب من الجفن ثم يُقَطّب الجلد، بالإضافة للتقنيات البديلة كتقنية «ايمان» (wyman) التي تُعنى بتسليط الضوء على الجفن السُفلي، ولكن تعد تقنية غير فعالة لحالات الشتر الداخلي الناتجة عن الخوص.
تستجب سلالة الكلاب «شار بي»(shar pie) جيدا لحالات تغير اتجاه الجفن التي تصيبها في سن الأسبوعين أو الثلاثة أسابيع. يُصحح الشتر الداخلي عادةً بعد 3-4 أسابيع وتُفك القُطب.

## انظر أيضا

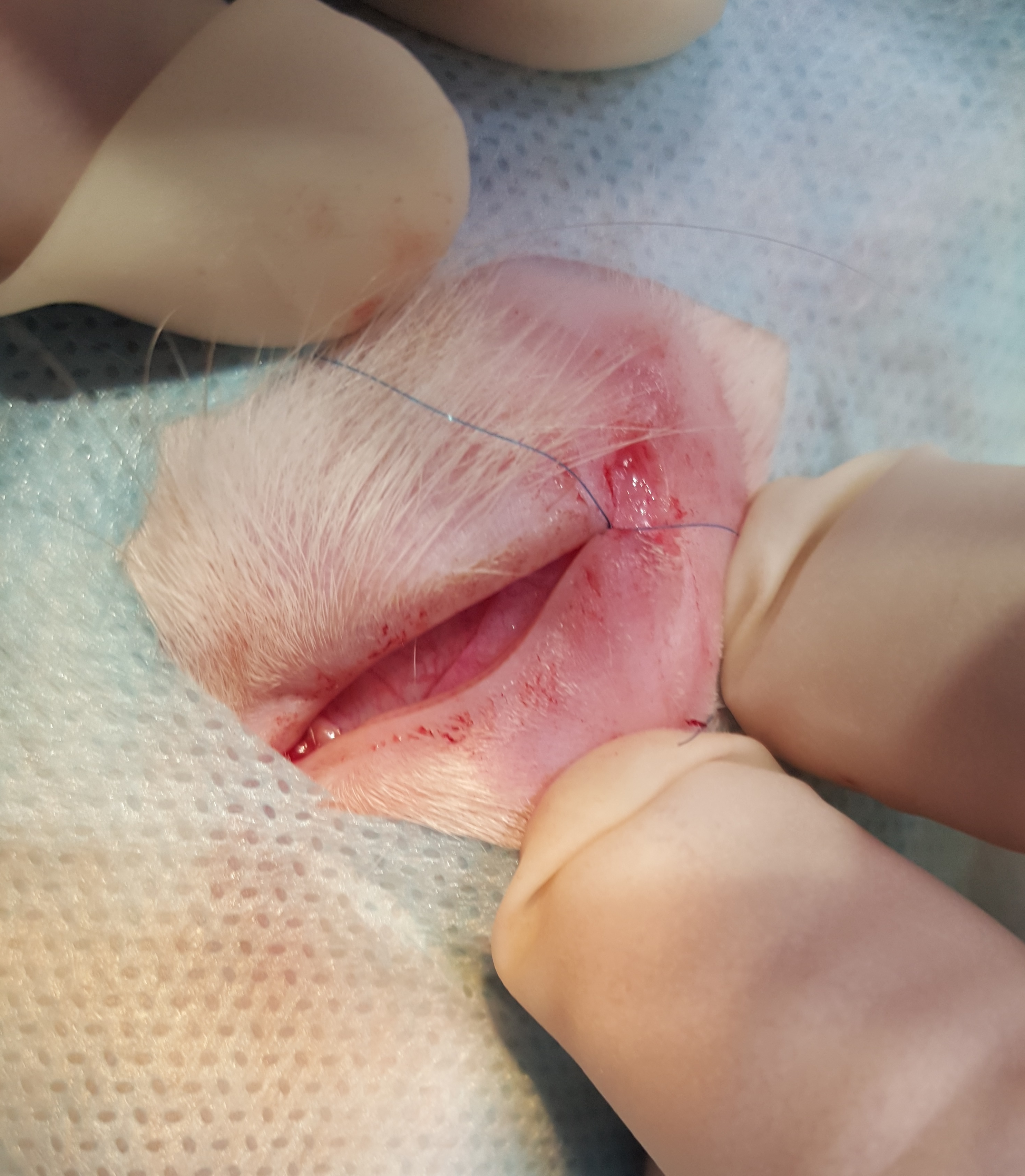
تقنية "WYMAN" لتصحيح العين المصابة بالشتر الداخلي لعين السنور